# Tjautjas
Tjautjas est un village suédois de la commune de Gällivare. 
Sa population était de 254 habitants en 2019. 